# Walckenaeria tystchenkoi
Walckenaeria tystchenkoi là một loài nhện trong họ Linyphiidae.
Loài này thuộc chi Walckenaeria. Walckenaeria tystchenkoi được Kirill Yuryevich Eskov & Yuri M. Marusik miêu tả năm 1994.